# 1780
| [ Edytuj tabelę ]                  | |
| Król Polski                        | - 1764 Stanisław August Poniatowski 1795 |
| Emir Afganistanu                   | - 1772 Timur Szah Durrani 1793 |
| Współksiążęta Andory               | - 1780 Joan de García y Montenegro 1783 - 1774 Ludwik XVI 1792                                                                                      |
| Elektor Bawarii                    | - 1777 Karol Teodor 1799 |
| Sułtan Brunei                      | - 1762 Omar Ali Saifuddin I 1795 |
| Cesarz Chin                        | - 1735 Qianlong 1796 |
| Król Czech                         | - 1743 Maria Teresa 1780 - 1780 Józef II Habsburg 1790                                                                                              |
| Król Danii                         | - 1766 Chrystian VII 1808 |
| Dalajlama                          | - 1758 Jamphel Gjaco 1804 |
| Król Francji                       | - 1774 Ludwik XVI 1792 |
| Król Gruzji                        | - 1762 Herakliusz II 1798 |
| Król Hiszpanii                     | - 1759 Karol III 1788 |
| Landgraf Hesji-Kassel              | - 1760 Fryderyk II Heski 1785 |
| Stadhouder Holandii                | - 1751 Wilhelm V Orański 1795 |
| Szach Iranu                        | - 1779 Sadik Chan 1782 |
| Państwo Wielkich Mogołów           | - 1759 Shah Alam II 1806 |
| Król Irlandii                      | - 1760 Jerzy III Hanowerski 1820 |
| Cesarz Japonii                     | - 1779 Kōkaku 1817 |
| Kalif                              | - 1773 Abdülhamid I 1789 |
| Prezydent Kongresu Kontynentalnego | - 1779 Samuel Huntington 1781 |
| Patriarcha Konstantynopola         | - 1774 Sofroniusz II 1780 - 1780 Gabriel IV 1785 |
| Władca Korei                       | - 1776 Chŏngjo 1800 |
| Książę Kurlandii i Semigalii       | - 1769 Piotr Biron 1795 |
| Emir Kuwejtu                       | - 1762 Abd Allah I 1814 |
| Książę Liechtensteinu              | - 1772 Franciszek Józef I 1781 |
| Sułtan Maroka                      | - 1757 Muhammad III 1790 |
| Książę Monako                      | - 1733 Honoriusz III 1793 |
| Król Nawarry                       | - 1774 Ludwik XVI 1791 |
| Król Nepalu                        | - 1777 Rana Bahadur 1799 |
| Król Norwegii                      | - 1766 Chrystian VII 1784 |
| Sułtan Omanu                       | - 1749 Ahmad ibn Sa’id 1783 |
| Elektor Palatynatu                 | - 1742 Karol IV Teodor 1799 |
| Papież                             | - 1775 Pius VI 1799 |
| Książę Parmy i Piacenzy            | - 1765 Ferdynand 1802 |
| Król Portugalii                    | - 1777 Maria I 1816 - 1777 Piotr III (król iure uxoris) 1786                                                                                        |
| Król Prus                          | - 1772 Fryderyk II Wielki 1786 |
| Car Rosji                          | - 1762 Katarzyna II Wielka 1796 |
| Cesarz Rzymski (niemiecki)         | - 1765 Józef II Habsburg 1790 |
| Kapitanowie Regenci San Marino     | - 1779 Filippo Belluzzi Pompeo Zoli 1780 - 1780 Francesco Manenti Antonio Capicchioni 1780 - 1780 Costantino Bonelli Francesco di Livio Casali 1781 |
| Elektor Saksonii                   | - 1763 Fryderyk August III 1806 |
| Król Sardynii                      | - 1773 Wiktor Amadeusz III 1796 |
| Król Szwecji                       | - 1771 Gustaw III 1792 |
| Król Tajlandii                     | - 1769 Taksin 1782 |
| Sułtan Turków                      | - 1774 Abdülhamid I 1789 |
| Doża Wenecji                       | - 1779 Paolo Renier 1789 |
| Król Węgier                        | - 1740 Maria Teresa 1780 - 1780 Józef II 1790 |
| Monarcha Wielkiej Brytanii         | - 1760 Jerzy III 1820 |
| Premier Wielkiej Brytanii          | - 1770 Lord North 1782 |
| Cesarz Wietnamu                    | - 1778 Thái Đức 1788 |

Rok 1780 / MDCCLXXX
stulecia: XVII wiek ~
XVIII wiek ~
XIX wiek

lata: 1770 «
1775 «
1776 «
1777 «
1778 «
1779 «
1780
» 1781
» 1782
» 1783
» 1784
» 1785
» 1790

## Wydarzenia w Polsce
- 11 września – ślub Józefa Wybickiego z Esterą Wierusz Kowalską w Wełnie.

- W Krakowie ogłoszono uroczyście akt reformy Uniwersytetu Jagiellońskiego.
- W Galicji sporządzono Tabulę Krajową.
- Sejm odrzucił Kodeks Zamoyskiego.

## Wydarzenia na świecie
- 8 stycznia – w trzęsieniu ziemi o sile 7,7 w skali Richtera z epicentrum w okolicy miasta Tebriz w północno-zachodnim Iranie zginęło ponad 80 tys. osób.
- 12 stycznia – w Zurychu ukazało się pierwsze wydanie niemieckojęzycznego dziennika Neue Zürcher Zeitung (jako Zürcher Zeitung).
- 16 stycznia – w trakcie walk o Gibraltar brytyjska flota odniosła zwycięstwo nad eskadrą hiszpańską w bitwie u Przylądka Świętego Wincentego.
- 23 stycznia – w Nowym Jorku zanotowano rekordowo niską dla tego miasta temperaturę (-27 °C).
- 16 kwietnia – założono Uniwersytet w Münsterze.
- 2 maja – William Herschel odkrył pierwszą gwiazdę podwójną ksi Ursae Majoris w konstelacji Wielkiej Niedźwiedzicy.
- 4 maja – w Anglii odbyły się pierwsze Epsom Derby, dziś jeden z najbardziej prestiżowych na świecie wyścigów koni trzyletnich.
- 12 maja – wojna o niepodległość Stanów Zjednoczonych: wojska brytyjskie zdobyły Charleston w Karolinie Południowej.
- 19 maja – dym z ogromnego pożaru lasu w kanadyjskiej prowincji Ontario wywołał tzw. „Ciemny Dzień Nowej Anglii”.
- 29 maja:
  - wojna o niepodległość Stanów Zjednoczonych: w czasie bitwy pod Waxhaw żołnierze brytyjscy z oddziału dowodzonego przez gen. Banastre’a Tarletona, mimo wywieszenia białej flagi, zamordowali 113, ranili 150 i schwytali 53 żołnierzy amerykańskich.
  - w Londynie wybuchły tygodniowe zamieszki, wywołane przez radykalnych protestantów pod wodzą lorda George’a Gordona, skierowane przeciwko ustępstwom na rzecz katolików.
- 2 czerwca – Rozruchy Gordona: protestujący przeciwko przyznaniu przywilejów dla katolików tłum 40-60 tys. demonstrantów próbował bez skutku wtargnąć do gmachu Izby Gmin w Londynie.
- 23 czerwca – wojna o niepodległość Stanów Zjednoczonych: zwycięstwo wojsk amerykańskich nad brytyjskimi w bitwie pod Springfield.
- 9 lipca – powstała Liga Zbrojnej Neutralności.
- 16 sierpnia – wojna o niepodległość Stanów Zjednoczonych: klęska Amerykanów w bitwie pod Camden.
- 22 sierpnia – z wyprawy dookoła świata powrócił do Anglii statek HMS „Resolution” kapitana Jamesa Cooka, który zginął półtora roku wcześniej na Hawajach w bitwie z tubylcami.
- 21 września – rewolucja amerykańska: Benedict Arnold przekazał Brytyjczykom mapę West Point.
- 4 października – do Anglii powróciły HMS Resolution i HMS Discovery, okręty ocalałe z trzeciej wyprawy badawczej Jamesa Cooka.
- 10 października – na Atlantyku uformował się potężny cyklon tropikalny, który w ciągu następnych dni zabił kilkadziesiąt tysięcy ludzi w rejonie Karaibów.
- 16 października – około 27,5 tys. osób zginęło wskutek trwającego od 10 października cyklonu tropikalnego nad Karaibami.
- 4 listopada – podczas powstania antyhiszpańskiego jego przywódca Tupac Amaru II wkroczył na czele 10 tys. Indian do swej rodzinnej Tinty, gdzie osądził i skazał na śmierć miejscowego hiszpańskiego urzędnika ds. Indian za przekraczanie swoich kompetencji i tyranię wobec mieszkańców regionu.
- 29 listopada – po śmierci cesarzowej Marii Teresy pełnię władzy w cesarstwie przejął jej syn Józef II.

- Wynaleziono szczoteczkę do zębów.
- W kopalni kredy w Maastricht (Holandia) odkryto czaszkę mozazaura (Mosasaurus).

## Urodzili się
- 15 stycznia – John Leeds Kerr, amerykański polityk, senator ze stanu Maryland
- 18 marca – Miłosz Obrenowić, książę Serbii (zm. 1860)

- 16 kwietnia - Jozef Czauczik, słowacki malarz (zm. 1857)
- 1 maja
  - John McKinley, amerykański prawnik, polityk, senator ze stanu Alabama (zm. 1852)
  - Augusta Pruska, księżniczka pruska Hesji-Kassel (zm. 1841)
- 1 czerwca – Carl von Clausewitz, pruski generał (zm. 1831)
- 29 sierpnia – Jean Ingres, francuski malarz (zm. 1867)
- 1 października – Göran Wahlenberg, szwedzki lekarz, botanik, geograf i geolog, badacz flory Skandynawii, Alp i Karpat (zm. 1851)
- 12 października – Gottlieb Karl Lange, pruski prawnik, nadburmistrz Wrocławia (zm. 1842)
- 17 października – Richard Johnson, amerykański polityk, wiceprezydent USA (zm. 1850)
- 22 października – John Forsyth, amerykański polityk, senator ze stanu Georgia (zm. 1841)
- 1 grudnia – Bernhard Rudolf Abeken, niemiecki filolog (zm. 1866)
- 13 grudnia
  - Johann Wolfgang Döbereiner, niemiecki chemik (zm. 1849)
  - Karl Robert Nesselrode, rosyjski dyplomata (zm. 1862)
- 24 grudnia - Stanisław Adam Miączyński, generał i adiutant ks. Józefa Poniatowskiego
- 26 grudnia - Julia Clary-Bonaparte, królowa Neapolu i Hiszpanii (zm. 1845)

- data dzienna nieznana: 
  - Sebastian Nam I-gwan, koreański męczennik, święty katolicki (zm. 1839)
  - Ján Ruman Driečny (starszy), słowacki pasterz, myśliwy i przewodnik tatrzański (zm. po 1840)

## Zmarli
- 20 marca – Andrzej Stanisław Młodziejowski, polski duchowny katolicki, biskup przemyski (ur. 1717)
- 8 sierpnia – Tadeusz Reytan, polski działacz patriotyczny i poseł na sejm (ur. 1742)
- 28 listopada – Wacław Hieronim Sierakowski, polski duchowny katolicki, biskup przemyski (ur. 1700)
- 29 listopada – Maria Teresa Habsburg, cesarzowa rzymsko-niemiecka, królowa Czech i Węgier (ur. 1717)

## Święta ruchome
- Tłusty czwartek: 3 lutego
- Ostatki: 8 lutego
- Popielec: 9 lutego
- Niedziela Palmowa: 19 marca
- Wielki Czwartek: 23 marca
- Wielki Piątek: 24 marca
- Wielka Sobota: 25 marca
- Wielkanoc: 26 marca
- Poniedziałek Wielkanocny: 27 marca
- Wniebowstąpienie Pańskie: 4 maja
- Zesłanie Ducha Świętego: 14 maja
- Boże Ciało: 25 maja